# Polská hokejová reprezentace

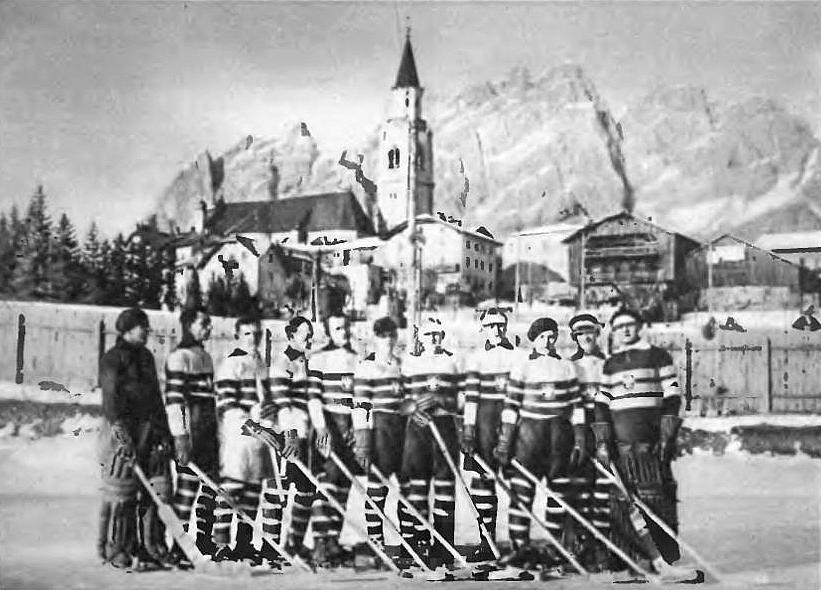
Polské hokejové mužstvo na ZOH 1928

Polské národní hokejové mužstvo patří mezi národní reprezentační mužstva v ledním hokeji. V roce 2024 se po 22 letech vrátilo do elitní skupiny Mistrovství světa, kde skončilo poslední, a tak se na dalším šampionátu ve Stockholmu a Herningu nepředstaví.

## Lední hokej na olympijských hrách
| Hokej na ZOH | Místo ZOH                           | Umístění  | Soupisky |
| ------------ | ----------------------------------- | --------- | -------- |
| LOH – 1920   | Belgie Antverpy                     | Ne        |          |
| ZOH – 1924   | Francie Chamonix-Mont-Blanc         | Ne        |          |
| ZOH – 1928   | Švýcarsko Svatý Mořic               | 9. místo  | Soupiska |
| ZOH – 1932   | USA Lake Placid                     | 4. místo  | Soupiska |
| ZOH – 1936   | Německá říše Garmisch-Partenkirchen | 9. místo  | Soupiska |
| ZOH – 1948   | Švýcarsko Svatý Mořic               | 6. místo  | Soupiska |
| ZOH – 1952   | Norsko Oslo                         | 6. místo  | Soupiska |
| ZOH – 1956   | Itálie Cortina d'Ampezzo            | 8. místo  | Soupiska |
| ZOH – 1960   | USA Squaw Valley                    | Ne        |          |
| ZOH – 1964   | Rakousko Innsbruck                  | 9. místo  | Soupiska |
| ZOH – 1968   | Francie Grenoble                    | Ne        |          |
| ZOH – 1972   | Japonsko Sapporo                    | 6. místo  | Soupiska |
| ZOH – 1976   | Rakousko Innsbruck                  | 6. místo  | Soupiska |
| ZOH – 1980   | USA Lake Placid                     | 7. místo  | Soupiska |
| ZOH – 1984   | Jugoslávie Sarajevo                 | 8. místo  | Soupiska |
| ZOH – 1988   | Kanada Calgary                      | 10. místo | Soupiska |
| ZOH – 1992   | Francie Albertville                 | 11. místo | Soupiska |
| ZOH – 1994   | Norsko Lillehammer                  | Ne        |          |
| ZOH – 1998   | Japonsko Nagano                     | Ne        |          |
| ZOH – 2002   | USA Salt Lake City                  | Ne        |          |
| ZOH – 2006   | Itálie Turín                        | Ne        |          |
| ZOH – 2010   | Kanada Vancouver                    | Ne        |          |
| ZOH – 2014   | Rusko Soči                          | Ne        |          |
| ZOH – 2018   | Jižní Korea Pchjongčchang           | Ne        |          |
| ZOH – 2022   | Čína Peking                         | Ne        |          |

## Mistrovství světa v ledním hokeji
- skupina B nebo • divize D1
- Legenda: červené podbarvení - sestup, zelené podbarvení - postup, fialové podbarvení - reorganizace, změna skupiny či soutěže

| Hokej na MS         | Místo turnaje              | Umístění                         |
| ------------------- | -------------------------- | -------------------------------- |
| MS – 1930           | Francie a Německo          | 5. místo                         |
| MS – 1931           | Polsko                     | 4. místo                         |
| MS – 1933           | ČSR                        | 7. místo                         |
| MS – 1934           | Itálie                     | Ne                               |
| MS – 1935           | Švýcarsko                  | 10. místo                        |
| MS – 1937           | Velká Británie             | 8. místo                         |
| MS – 1938           | ČSR                        | 7. místo                         |
| MS – 1939           | Švýcarsko                  | 6. místo                         |
| MS – 1947           | ČSR                        | 6. místo                         |
| MS – 1949           | Švédsko                    | Ne                               |
| MS – 1950           | Velká Británie             | Ne                               |
| MS – 1951           | Francie                    | Ne                               |
| MS – 1953           | Švýcarsko                  | Ne                               |
| MS – 1954           | Švédsko                    | Ne                               |
| MS – 1955           | NSR                        | 7. místo                         |
| MS – 1957           | SSSR                       | 6. místo                         |
| MS – 1958           | Norsko                     | 8. místo                         |
| MS – 1959           | Československo             | 11. místo                        |
| MS – 1961 skupina B | Švýcarsko                  | 5. místo                         |
| MS – 1962           | USA                        | Ne                               |
| MS – 1963 skupina B | Švédsko                    | 4. místo                         |
| MS – 1965 skupina B | Finsko                     | Zlatá medaile                    |
| MS – 1966           | Jugoslávie                 | 8. místo                         |
| MS – 1967 skupina B | Rakousko                   | Zlatá medaile                    |
| MS – 1969 skupina B | Jugoslávie                 | Stříbrná medaile                 |
| MS – 1970           | Švédsko                    | 6. místo                         |
| MS – 1971 skupina B | Švýcarsko                  | Stříbrná medaile                 |
| MS – 1972 skupina B | Rumunsko                   | Zlatá medaile                    |
| MS – 1973           | SSSR                       | 5. místo                         |
| MS – 1974           | Finsko                     | 5. místo                         |
| MS – 1975           | NSR                        | 5. místo                         |
| MS – 1976           | Polsko                     | 7. místo                         |
| MS – 1977 skupina B | Japonsko                   | Stříbrná medaile                 |
| MS – 1978 skupina B | Jugoslávie                 | Zlatá medaile                    |
| MS – 1979           | SSSR                       | 8. místo                         |
| MS – 1981 skupina B | Itálie                     | Stříbrná medaile                 |
| MS – 1982 skupina B | Rakousko                   | Bronzová medaile                 |
| MS – 1983 skupina B | Japonsko                   | Stříbrná medaile                 |
| MS – 1985 skupina B | Švýcarsko                  | Zlatá medaile                    |
| MS – 1986           | SSSR                       | 8. místo                         |
| MS – 1987 skupina B | Itálie                     | Zlatá medaile                    |
| MS – 1989           | Švédsko                    | 8. místo                         |
| MS – 1990 skupina B | Francie                    | 6. místo                         |
| MS – 1991 skupina B | Jugoslávie                 | 4. místo                         |
| MS – 1992           | ČSFR                       | 12. místo                        |
| MS – 1993 skupina B | Nizozemsko                 | Stříbrná medaile                 |
| MS – 1994 skupina B | Dánsko                     | Bronzová medaile                 |
| MS – 1995 skupina B | Slovensko                  | Bronzová medaile                 |
| MS – 1996 skupina B | Nizozemsko                 | 5. místo                         |
| MS – 1997 skupina B | Polsko                     | 5. místo                         |
| MS – 1998 skupina B | Slovinsko                  | 7. místo                         |
| MS – 1999 skupina B | Dánsko                     | 7. místo                         |
| MS – 2000 skupina B | Polsko                     | 4. místo                         |
| MS – 2001 D1        | Francie                    | Zlatá medaile                    |
| MS – 2002           | Švédsko                    | 14. místo                        |
| MS – 2003 D1        | Maďarsko                   | Stříbrná medaile                 |
| MS – 2004 D1        | Polsko                     | Bronzová medaile                 |
| MS – 2005 D1        | Maďarsko                   | Stříbrná medaile                 |
| MS – 2006 D1        | Estonsko                   | Bronzová medaile                 |
| MS – 2007 D1        | Čína                       | Stříbrná medaile                 |
| MS – 2008 D1        | Rakousko                   | Bronzová medaile                 |
| MS – 2009 D1        | Polsko                     | 4. místo                         |
| MS – 2010 D1        | Slovinsko                  | Bronzová medaile                 |
| MS – 2011 D1        | Ukrajina                   | 4. místo                         |
| MS – 2012 D1B       | Polsko                     | Stříbrná medaile                 |
| MS – 2013 D1B       | Ukrajina                   | Stříbrná medaile                 |
| MS – 2014 D1B       | Litva                      | Zlatá medaile                    |
| MS – 2015 D1A       | Polsko                     | Bronzová medaile                 |
| MS – 2016 D1A       | Polsko                     | Bronzová medaile                 |
| MS – 2017 D1A       | Ukrajina                   | 4. místo                         |
| MS – 2018 D1A       | Maďarsko                   | 6. místo                         |
| MS – 2019 D1B       | Estonsko                   | Stříbrná medaile                 |
| MS – 2020 D1B       | Polsko                     | Zrušeno kvůli pandemii covidu-19 |
| MS – 2021 D1B       | Polsko                     | Zrušeno kvůli pandemii covidu-19 |
| MS – 2022 D1B       | Polsko                     | Zlatá medaile                    |
| MS – 2023 D1A       | Velká Británie             | Stříbrná medaile                 |
| MS – 2024           | Česko                      | 16. místo                        |
| MS – 2025 D1A       | Rumunsko (Sfântu Gheorghe) | 5. místo                         |